# Seznam popravených obyvatel Lidic
Seznam popravených obyvatel Lidic uvádí seznam obyvatel obce Lidice, které popravili nacisté při vyhlazení obce dne 10. června 1942. Někteří z nich byli popraveni v Kobylisích dne 16. června 1942.

## Seznam
| Jméno                | Bydliště (čp. v Lidicích) | Datum narození     | Místo narození            | Datum úmrtí     | Místo úmrtí | Poznámka                |
| -------------------- | ------------------------- | ------------------ | ------------------------- | --------------- | ----------- | ----------------------- |
| Karel Brejcha        | 10                        | 28. srpna 1909     | Lidice                    | 10. června 1942 | Lidice      |                         |
| Josef Bublík         | 7                         | 10. listopadu 1885 | Velké Hydčice             | 10. června 1942 | Lidice      |                         |
| Karel Bulina         | 20                        | 25. října 1926     | Liha u Příbrami           | 10. června 1942 | Lidice      |                         |
| Anastázie Horáková   | 13                        | 25. dubna 1902     | Lidice                    | 16. června 1942 | Kobylisy    |                         |
| Josef Nerad          | 54                        | 13. dubna 1927     | Lidice                    | 16. června 1942 | Kobylisy    |                         |
| Josef Doležal        | 93                        | 9. dubna 1927      | Lidice                    | 16. června 1942 | Kobylisy    |                         |
| Josef Horák          | 72                        | 24. dubna 1885     | Lidice                    | 16. června 1942 | Kobylisy    |                         |
| Jaroslav Müller      | 40                        | 16. května 1913    | Lidice                    | 16. června 1942 | Kobylisy    |                         |
| Marie Horáková       | 72                        | 9. ledna 1923      | Lidice                    | 16. června 1942 | Kobylisy    |                         |
| Štěpán Horák         | 37                        | 5. ledna 1920      | Lidice                    | 16. června 1942 | Kobylisy    |                         |
| Václav Kopáček       | 51                        | 19. listopadu 1921 | Lidice                    | 16. června 1942 | Kobylisy    |                         |
| Jaroslav Kohlíček    | 9                         | 26. prosince 1921  | Buštěhrad                 | 16. června 1942 | Kobylisy    |                         |
| Josef Petrák         | 6                         | 18. prosince 1903  | Buštěhrad                 | 16. června 1942 | Kobylisy    |                         |
| Bohumil Pospíšil     | 43                        | 25. října 1890     | Lidice                    | 16. června 1942 | Kobylisy    |                         |
| František Pitín      | 92                        | 17. října 1905     | Buštěhrad                 | 16. června 1942 | Kobylisy    |                         |
| František Stříbrný   | 33                        | 17. října 1917     | Lidice                    | 16. června 1942 | Kobylisy    |                         |
| Karel Hroník         | 75                        | 24. října 1900     | Buštěhrad                 | 16. června 1942 | Kobylisy    |                         |
| Marie Horáková       | 72                        | 6. srpna 1885      | Kněževes                  | 16. června 1942 | Kobylisy    |                         |
| Marie Frühaufová     | 13                        | 20. února 1919     | Lidice                    | 16. června 1942 | Kobylisy    |                         |
| Marie Stříbrna       | 33                        | 19. února 1894     | Hřebeč                    | 16. června 1942 | Kobylisy    |                         |
| Václav Kadlec        | 11                        | 3. února 1922      | Lidice                    | 16. června 1942 | Kobylisy    |                         |
| Anna Horáková        | 73                        | 13. září 1891      | Hřebeč                    | 16. června 1942 | Kobylisy    |                         |
| Václav Horák         | 37                        | 12. září 1920      | Lidice                    | 16. června 1942 | Kobylisy    |                         |
| František Černý      | 26                        | 26. prosince 1907  | Nové Benátky              | 16. června 1942 | Kobylisy    |                         |
| Anna Horáková        | 72                        | 27. března 1886    | Horní Kamenice            | 16. června 1942 | Kobylisy    |                         |
| Bohumil Horák        | 73                        | 1. března 1889     | Lidice                    | 16. června 1942 | Kobylisy    |                         |
| Štěpán Horák         | 37                        | 1. března 1887     | Lidice                    | 16. června 1942 | Kobylisy    |                         |
| Josef Hroník         | 29                        | 16. srpna 1927     | Lidice                    | 10. června 1942 | Lidice      |                         |
| Josef Štemberka      | 1                         | 2. února 1869      | Pecka                     | 10. června 1942 | Lidice      | lidický farář           |
| František Hejma      | 84                        | 19. září 1893      | Lidice                    | 10. června 1942 | Lidice      | starosta Lidic          |
| Václav Růžička       | 2                         | 22. prosince 1891  | Číčovice                  | 10. června 1942 | Lidice      |                         |
| Josef Kácl           | 38                        | 14. února 1912     | Číčovice                  | 10. června 1942 | Lidice      |                         |
| František Farský     | 51                        | 5. září 1896       | Horoušany                 | 10. června 1942 | Lidice      |                         |
| Josef Jirků          | 23                        | 3. října 1905      | Velké Kyšice              | 10. června 1942 | Lidice      |                         |
| Ladislav Liška       | 66                        | 24. ledna 1903     | Říčky na Moravě           | 10. června 1942 | Lidice      |                         |
| Mikuláš Miko         | 36                        | 8. ledna 1916      | Kolárovice                | 10. června 1942 | Lidice      |                         |
| Josef Straka         | 35                        | 28. prosince 1893  | Bystrá                    | 10. června 1942 | Lidice      |                         |
| Josef Straka         | 35                        | 15. října 1916     | Outěchovičky u Pelhřimova | 10. června 1942 | Lidice      |                         |
| František Frühauf    | 37                        | 3. srpna 1911      | Luka nad Jihlavou         | 10. června 1942 | Lidice      |                         |
| Josef Kadlec         | 20                        | 10. prosince 1911  | Červený Újezd             | 10. června 1942 | Lidice      |                         |
| Vasil Generalov      | 66                        | 28. února 1889     | Vasilovka                 | 10. června 1942 | Lidice      |                         |
| Alois Prynych        | 36                        | 26. března 1897    | Rakovník                  | 10. června 1942 | Lidice      |                         |
| Antonín Lefler       | 49                        | 26. března 1911    | Hřebeč                    | 10. června 1942 | Lidice      |                         |
| Antonín Průcha       | 66                        | 2. března 1883     | Všeberov                  | 10. června 1942 | Lidice      |                         |
| Bohumil Hořešovský   | 9                         | 9. března 1915     | Makotřasy                 | 10. června 1942 | Lidice      |                         |
| František Říha       | 89                        | 1. března 1893     | Řevnov                    | 10. června 1942 | Lidice      |                         |
| Jan Vokatý           | 94                        | 19. března 1909    | Buštěhrad                 | 10. června 1942 | Lidice      |                         |
| Jaroslav Suchánek    | 83                        | 1. března 1892     | Rosnice[kde?]             | 10. června 1942 | Lidice      |                         |
| Josef Pitín          | 92                        | 16. března 1903    | Buštěhrad                 | 10. června 1942 | Lidice      |                         |
| Josef Fořtík         | 30                        | 5. března 1886     | Srbeč                     | 10. června 1942 | Lidice      |                         |
| Josef Pek            | 49                        | 12. března 1926    | Lidice                    | 10. června 1942 | Lidice      |                         |
| Josef Rákos          | 24                        | 26. března 1911    | Lidice                    | 10. června 1942 | Lidice      |                         |
| Josef Sajdl          | 9                         | 17. března 1898    | Mšec                      | 10. června 1942 | Lidice      |                         |
| Josef Šenfelder      |                           | 31. března 1880    | Lidice                    | 10. června 1942 | Lidice      |                         |
| Josef Valeš          | 56                        | 24. března 1895    | Mšecké Žehrovice          | 10. června 1942 | Lidice      |                         |
| Karel Kovařovský     | 50                        | 19. března 1907    | Lidice                    | 10. června 1942 | Lidice      |                         |
| Václav Kaiml         | 77                        | 8. března 1904     | Buštěhrad                 | 10. června 1942 | Lidice      |                         |
| Václav Příhoda       | 99                        | 3. března 1912     | Lidice                    | 10. června 1942 | Lidice      |                         |
| Václav Šilhan        | 19                        | 31. března 1907    | Lidice                    | 10. června 1942 | Lidice      |                         |
| Vojtěch Huřík        | 21                        | 14. března 1888    | Buštěhrad                 | 10. června 1942 | Lidice      |                         |
| Bohumil Studnička    | 18                        | 1. července 1879   | Malé Přítočno             | 10. června 1942 | Lidice      |                         |
| Jaroslav Hocek       | 101                       | 23. července 1907  | Buštěhrad                 | 10. června 1942 | Lidice      |                         |
| Josef Moravec        | 78                        | 9. července 1917   | Lidice                    | 10. června 1942 | Lidice      |                         |
| Josef Kafka          | 64                        | 24. července 1920  | Buštěhrad                 | 10. června 1942 | Lidice      |                         |
| Josef Kovařovský     | 61                        | 4. července 1924   | Lidice                    | 10. června 1942 | Lidice      |                         |
| Josef Zmeškal        | 85                        | 22. července 1923  | Lidice                    | 10. června 1942 | Lidice      |                         |
| Robert Krejza        | 99                        | 25. července 1913  | Vašírov                   | 10. června 1942 | Lidice      |                         |
| Václav Čermák        | 67                        | 3. července 1876   | Lidice                    | 10. června 1942 | Lidice      |                         |
| Václav Kubela        | 14                        | 24. července 1872  | Nová Buková               | 10. června 1942 | Lidice      |                         |
| Alois Ratzka         | 13                        | 22. června 1920    | Trhové Dušníky            | 10. června 1942 | Lidice      |                         |
| Bohumil Šebek        | 74                        | 14. června 1883    | Makotřasy                 | 10. června 1942 | Lidice      |                         |
| Jan Žid              | 55                        | 13. června 1878    | Hudčice                   | 10. června 1942 | Lidice      |                         |
| Jaroslav Maštalíř    | 31                        | 4. června 1925     | Lidice                    | 10. června 1942 | Lidice      |                         |
| Jaroslav Hejma       | 84                        | 14. června 1922    | Buštěhrad                 | 10. června 1942 | Lidice      |                         |
| Jaroslav Hroník      | 29                        | 25. června 1924    | Lidice                    | 10. června 1942 | Lidice      |                         |
| Josef Klíma          | 19                        | 8. června 1886     | Buštěhrad                 | 10. června 1942 | Lidice      |                         |
| Josef Urban          | 69                        | 13. června 1909    | Knovíz                    | 10. června 1942 | Lidice      |                         |
| Karel Stříbrný       | 88                        | 16. června 1925    | Lidice                    | 10. června 1942 | Lidice      |                         |
| Václav Hroník        | 29                        | 3. června 1922     | Lidice                    | 10. června 1942 | Lidice      |                         |
| Václav Hanf          | 70                        | 24. června 1904    | Buštěhrad                 | 10. června 1942 | Lidice      |                         |
| Václav Hroník        | 29                        | 13. června 1896    | Lidice                    | 10. června 1942 | Lidice      |                         |
| Václav Krása         | 96                        | 22. června 1912    | Hostouň                   | 10. června 1942 | Lidice      |                         |
| Václav Müller        | 40                        | 12. června 1882    | Lidice                    | 10. června 1942 | Lidice      |                         |
| Václav Nejedlý       | 22                        | 13. června 1887    | Lidice                    | 10. června 1942 | Lidice      |                         |
| Václav Radosta       | 52                        | 30. června 1922    | Lidice                    | 10. června 1942 | Lidice      |                         |
| Václav Rákos         | 24                        | 4. června 1917     | Lidice                    | 10. června 1942 | Lidice      |                         |
| Václav Rohla         | 95                        | 13. června 1905    | Červený Újezd             | 10. června 1942 | Lidice      |                         |
| Václav Růžička       | 2                         | 24. června 1919    | Lidice                    | 10. června 1942 | Lidice      |                         |
| František Čermák     | 35                        | 10. dubna 1903     | Buštěhrad                 | 10. června 1942 | Lidice      |                         |
| Josef Hanzlík        | 32                        | 13. dubna 1909     | Lidice                    | 10. června 1942 | Lidice      |                         |
| Josef Kadlec         | 11                        | 17. dubna 1886     | Řevnice                   | 10. června 1942 | Lidice      |                         |
| Josef Zmeškal        | 85                        | 20. dubna 1891     | Česká Vyskytná            | 10. června 1942 | Lidice      |                         |
| Rudolf Kubela        | 14                        | 15. dubna 1909     | Buštěhrad                 | 10. června 1942 | Lidice      |                         |
| Štěpán Kotmel        | 8                         | 7. dubna 1904      | Lidice                    | 10. června 1942 | Lidice      |                         |
| Štěpán Podzemský     | 4                         | 24. dubna 1901     | Lidice                    | 10. června 1942 | Lidice      |                         |
| Václav Zelenka       | 87                        | 25. dubna 1908     | Lidice                    | 10. června 1942 | Lidice      |                         |
| Václav Kovařovský    | 61                        | 14. dubna 1886     | Lidice                    | 10. června 1942 | Lidice      |                         |
| Antonín Zeman        | 90                        | 27. května 1894    | Mutice                    | 10. června 1942 | Lidice      |                         |
| František Hanf       | 58                        | 10. května 1916    | Lidice                    | 10. června 1942 | Lidice      |                         |
| František Moravec    | 38                        | 11. května 1906    | Motol                     | 10. června 1942 | Lidice      |                         |
| Jan Štorek           | 22                        | 7. května 1900     | Chyňava                   | 10. června 1942 | Lidice      |                         |
| Jaroslav Podhora     | 17                        | 23. května 1904    | Třebusice                 | 10. června 1942 | Lidice      |                         |
| Josef Šroubek        | 3                         | 23. května 1894    | Číčovice                  | 10. června 1942 | Lidice      |                         |
| Karel Sajdl          | 10                        | 24. května 1925    | Lidice                    | 10. června 1942 | Lidice      |                         |
| Ladislav Heřman      | 9                         | 19. května 1912    | Hostouň                   | 10. června 1942 | Lidice      |                         |
| Václav Hanzlík       | 32                        | 5. května 1882     | Lidice                    | 10. června 1942 | Lidice      |                         |
| Antonín Himl         | 82                        | 25. ledna 1880     | Praha                     | 10. června 1942 | Lidice      |                         |
| Augustin Pospíšil    | 44                        | 14. ledna 1887     | Lidice                    | 10. června 1942 | Lidice      |                         |
| Bohuslav Straka      | 35                        | 18. ledna 1921     | Rybníček                  | 10. června 1942 | Lidice      |                         |
| František Ocel       | 25                        | 6. ledna 1922      | Polomka                   | 10. června 1942 | Lidice      |                         |
| František Radosta    | 53                        | 29. ledna 1926     | Lidice                    | 10. června 1942 | Lidice      |                         |
| František Spilka     | 47                        | 14. ledna 1915     | Rozdělov                  | 10. června 1942 | Lidice      |                         |
| Josef Příhoda        | 62                        | 22. ledna 1904     | Lidice                    | 10. června 1942 | Lidice      |                         |
| Josef Krunt          | 5                         | 3. ledna 1886      | Vrbno nad Lesy            | 10. června 1942 | Lidice      |                         |
| Josef Příhoda        | 62                        | 11. ledna 1880     | Hostouň                   | 10. června 1942 | Lidice      |                         |
| Karel Himl           | 82                        | 28. ledna 1907     | Lidice                    | 10. června 1942 | Lidice      |                         |
| Ludvík Vlček         | 46                        | 1. ledna 1908      | Buštěhrad                 | 10. června 1942 | Lidice      |                         |
| Oldřich Minařík      | 101                       | 6. ledna 1916      | Buštěhrad                 | 10. června 1942 | Lidice      |                         |
| Václav Jedlička      | 59                        | 24. ledna 1906     | Buštěhrad                 | 10. června 1942 | Lidice      |                         |
| Václav Kohlíček      | 73                        | 6. ledna 1919      | Buštěhrad                 | 10. června 1942 | Lidice      |                         |
| František Maštalíř   | 31                        | 17. listopadu 1892 | Podlešín                  | 10. června 1942 | Lidice      |                         |
| František Hejma      | 58                        | 24. listopadu 1859 | Buštěhrad                 | 10. června 1942 | Lidice      |                         |
| František Radosta    | 52                        | 29. listopadu 1871 | Tábor                     | 10. června 1942 | Lidice      |                         |
| František Radosta    | 53                        | 30. listopadu 1908 | Lidice                    | 10. června 1942 | Lidice      |                         |
| Jaroslav Vlček       | 20                        | 19. listopadu 1907 | Svárov                    | 10. června 1942 | Lidice      |                         |
| Josef Týbl           | 27                        | 13. listopadu 1878 | Lidice                    | 10. června 1942 | Lidice      |                         |
| Josef Veselý         | 30                        | 20. listopadu 1906 | Dřínov u Úžic             | 10. června 1942 | Lidice      |                         |
| Karel Hejma          | 58                        | 25. listopadu 1901 | Lidice                    | 10. června 1942 | Lidice      |                         |
| Karel Radosta        | 53                        | 24. listopadu 1898 | Lidice                    | 10. června 1942 | Lidice      |                         |
| Rudolf Suchý         | 86                        | 24. listopadu 1881 | Lidice                    | 10. června 1942 | Lidice      |                         |
| Václav Freja         | 70                        | 27. listopadu 1906 | Buštěhrad                 | 10. června 1942 | Lidice      |                         |
| Václav Pelichovský   | 45                        | 18. listopadu 1902 | Dobrovíz                  | 10. června 1942 | Lidice      |                         |
| František Hušák      | 8                         | 29. prosince 1908  | Kačice                    | 10. června 1942 | Lidice      |                         |
| František Moravec    | 78                        | 4. prosince 1906   | Pchery                    | 10. června 1942 | Lidice      |                         |
| Jan Zbrojka          | 79                        | 14. prosince 1912  | Lidice                    | 10. června 1942 | Lidice      |                         |
| Jan Zbrojka          | 79                        | 16. prosince 1879  | Střítež                   | 10. června 1942 | Lidice      |                         |
| Josef Müller         | 40                        | 18. prosince 1909  | Lidice                    | 10. června 1942 | Lidice      |                         |
| Josef Růženecký      | 7                         | 1. prosince 1888   | Svárov                    | 10. června 1942 | Lidice      |                         |
| Josef Sysel          | 54                        | 19. prosince 1920  | Lhotka                    | 10. června 1942 | Lidice      |                         |
| Josef Špott          | 102                       | 12. prosince 1908  | Praha                     | 10. června 1942 | Lidice      |                         |
| Oldřich Huřík        | 21                        | 9. prosince 1921   | Lidice                    | 10. června 1942 | Lidice      |                         |
| Václav Hanzlík       | 32                        | 12. prosince 1910  | Lidice                    | 10. června 1942 | Lidice      |                         |
| Václav Pešek         | 56                        | 12. prosince 1906  | Všetaty                   | 10. června 1942 | Lidice      |                         |
| Zdeněk Petřík        | 97                        | 18. prosince 1913  | Kladno                    | 10. června 1942 | Lidice      |                         |
| Antonín Kozel        | 16                        | 10. října 1897     | Běloky                    | 10. června 1942 | Lidice      |                         |
| Antonín Müller       | 40                        | 11. října 1910     | Lidice                    | 10. června 1942 | Lidice      |                         |
| František Sechtr     | 7                         | 31. října 1894     | Lidice                    | 10. června 1942 | Lidice      |                         |
| Josef Kadlec         | 11                        | 18. října 1916     | Lidice                    | 10. června 1942 | Lidice      |                         |
| Josef Rom            | 81                        | 5. října 1897      | Buštěhrad                 | 10. června 1942 | Lidice      |                         |
| Miroslav Müller      | 40                        | 21. října 1921     | Lidice                    | 10. června 1942 | Lidice      |                         |
| Stanislav Horák      | 13                        | 19. října 1897     | Lidice                    | 16. června 1942 | Kobylisy    | majitel Horákova statku |
| Stanislav Sajdl      | 71                        | 23. října 1892     | Lidice                    | 10. června 1942 | Lidice      |                         |
| Václav Jelínek       | 36                        | 13. října 1918     | Buštěhrad                 | 10. června 1942 | Lidice      |                         |
| Václav Kovařovský    | 61                        | 18. října 1912     | Lidice                    | 10. června 1942 | Lidice      |                         |
| Václav Müller        | 79                        | 8. října 1911      | Lidice                    | 10. června 1942 | Lidice      |                         |
| Václav Vandrdle      | 60                        | 12. října 1924     | Lidice                    | 10. června 1942 | Lidice      |                         |
| Vladimír Pospíšil    | 44                        | 4. října 1920      | Lidice                    | 10. června 1942 | Lidice      |                         |
| Zdeněk Sajdl         | 15                        | 10. října 1919     | Lidice                    | 10. června 1942 | Lidice      |                         |
| Antonín Sajdl        | 15                        | 15. srpna 1890     | Lidice                    | 10. června 1942 | Lidice      |                         |
| Cyril Hroník         | 29                        | 4. srpna 1902      | Lidice                    | 10. června 1942 | Lidice      |                         |
| František Klíma      | 19                        | 1. srpna 1911      | Olšany                    | 10. června 1942 | Lidice      |                         |
| František Nerad      | 54                        | 18. srpna 1893     | Žerotín                   | 10. června 1942 | Lidice      |                         |
| František Puchmelter | 65                        | 19. srpna 1887     | Buštěhrad                 | 10. června 1942 | Lidice      |                         |
| Jaroslav Korecký     | 71                        | 9. srpna 1920      | Hostouň                   | 10. června 1942 | Lidice      |                         |
| Jaroslav Nový        | 83                        | 21. srpna 1912     | Buštěhrad                 | 10. června 1942 | Lidice      |                         |
| Josef Doležal        | 93                        | 7. srpna 1901      | Běloky                    | 10. června 1942 | Lidice      |                         |
| Josef Novotný        | 91                        | 19. srpna 1900     | Dříň                      | 10. června 1942 | Lidice      |                         |
| Josef Rameš          | 10                        | 28. srpna 1924     | Lidice                    | 10. června 1942 | Lidice      |                         |
| Josef Sysel          | 54                        | 23. srpna 1883     | Poříčí                    | 10. června 1942 | Lidice      |                         |
| Josef Vokoun         | 84                        | 4. srpna 1890      | Dříň                      | 10. června 1942 | Lidice      |                         |
| Karel Šícha          | 52                        | 1. srpna 1911      | Buštěhrad                 | 10. června 1942 | Lidice      |                         |
| Karel Žid            | 55                        | 22. srpna 1913     | Lidice                    | 10. června 1942 | Lidice      |                         |
| Václav Kárník        | 68                        | 27. srpna 1890     | Hostouň                   | 10. června 1942 | Lidice      |                         |
| Václav Rameš         | 44                        | 7. srpna 1909      | Lidice                    | 10. června 1942 | Lidice      |                         |
| Václav Stříbrný      | 88                        | 22. srpna 1910     | Lidice                    | 10. června 1942 | Lidice      |                         |
| Vojtěch Sejc         | 23                        | 6. srpna 1890      | Pohnáň[kde?]              | 10. června 1942 | Lidice      |                         |
| Antonín Pek          | 49                        | 2. února 1900      | Buštěhrad                 | 10. června 1942 | Lidice      |                         |
| Antonín Trnka        | 75                        | 7. února 1884      | Buštěhrad                 | 10. června 1942 | Lidice      |                         |
| Arnošt Dvořák        | 8                         | 16. února 1896     | Praha                     | 10. června 1942 | Lidice      |                         |
| Emanuel Kovařovský   | 50                        | 22. února 1858     | Buštěhrad                 | 10. června 1942 | Lidice      |                         |
| František Sajdl      | 59                        | 9. února 1918      | Lidice                    | 10. června 1942 | Lidice      |                         |
| Josef Růženecký      | 7                         | 5. února 1924      | Lidice                    | 10. června 1942 | Lidice      |                         |
| Josef Suchý          | 86                        | 6. února 1915      | Lidice                    | 10. června 1942 | Lidice      |                         |
| Josef Zbrojka        | 80                        | 10. února 1895     | Střítež                   | 10. června 1942 | Lidice      |                         |
| Karel Hanžl          | 57                        | 7. února 1903      | Buštěhrad                 | 10. června 1942 | Lidice      |                         |
| Václav Vandrdle      | 60                        | 13. února 1900     | Lidice                    | 10. června 1942 | Lidice      |                         |
| Antonín Spal         | 39                        | 24. září 1898      | Unhošť                    | 10. června 1942 | Lidice      |                         |
| František Kubík      | 41                        | 27. září 1905      | Berlín                    | 10. června 1942 | Lidice      |                         |
| František Maštalíř   | 31                        | 18. září 1922      | Lidice                    | 10. června 1942 | Lidice      |                         |
| Josef Kácl           | 48                        | 11. září 1906      | Lidice                    | 10. června 1942 | Lidice      |                         |
| Josef Pek            | 100                       | 14. září 1909      | Buštěhrad                 | 10. června 1942 | Lidice      |                         |
| Josef Zelenka        | 76                        | 8. září 1917       | Lidice                    | 10. června 1942 | Lidice      |                         |
| Karel Mulák          | 59                        | 4. září 1901       | Číčovice                  | 10. června 1942 | Lidice      |                         |
| Václav Nechvátal     | 80                        | 27. září 1873      | Stržatka[kde?]            | 10. června 1942 | Lidice      |                         |
| Václav Kárník        | 68                        | 26. září 1926      | Lidice                    | 10. června 1942 | Lidice      |                         |
| Václav Kovařovský    | 55                        | 27. září 1882      | Lidice                    | 10. června 1942 | Lidice      |                         |
| Václav Kubela        | 14                        | 19. září 1923      | Lidice                    | 10. června 1942 | Lidice      |                         |
| Václav Rákos         | 24                        | 6. září 1881       | Lidice                    | 10. června 1942 | Lidice      |                         |